# Octodon lunatus
El degú costino o degú luna (Octodon lunatus), es una especie de roedor del género Octodon de la familia Octodontidae. Habita en el borde oeste del Cono Sur de Sudamérica.

## Taxonomía
Esta especie fue descrita originalmente en el año 1943 por el zoólogo estadounidense Wilfred Hudson Osgood.
Localidad tipo
La localidad tipo es: Olmué, Provincia de Valparaíso (Región de Valparaíso), Chile.
Relaciones taxonómicas
En la década de 1980 fue propuesta para este taxón una consideración subespecífica dentro de Octodon bridgesi.

## Distribución geográfica
Este roedor es un endemismo del centro de Chile. Se distribuye en áreas montañosas costeras de la Región de Coquimbo y de las provincias de Valparaíso, Aconcagua (ambas de la Región de Valparaíso), entre las latitudes de 31°30'S y 35°S.

## Conservación
Según la organización internacional dedicada a la conservación de los recursos naturales Unión Internacional para la Conservación de la Naturaleza (IUCN), al tener una distribución poco extendida, no vivir en áreas protegidas y sufrir de la amenaza que representa la pérdida de hábitat por pastoreo de ganado y por las expansiones urbana y agrícola, la clasificó como una especie “casi amenazada” en su obra: Lista Roja de Especies Amenazadas.